# Historique du parcours européen du FC Sheriff Tiraspol
Cet article présente les différentes campagnes européennes réalisées par le Sheriff Tiraspol depuis sa première participation à la Coupe UEFA en 1999.

## Histoire
Le Sheriff Tiraspol fait ses débuts sur la scène européenne à l'occasion du tour préliminaire de la Coupe UEFA 1999-2000 où il est éliminé d'entrée par le club tchèque du Sigma Olomouc à la suite d'un match nul 1-1 à domicile, synonyme de défaite par la règle des buts marqués à l'extérieur. Il prend à nouveau part à la compétition la saison suivante mais est battu au même stade par les Slovènes de l'Olimpija Ljubljana (0-3).
De 2001 à 2008, le club participe chaque année aux tours préliminaires de la Ligue des champions mais est systématiquement éliminé lors du deuxième tour de qualification.
La saison 2009-2010 voit le Sheriff atteindre le stade des barrages, où il doit finalement s'incliner face au club grec de l'Olympiakos (0-3). Le club est malgré tout repêché en Ligue Europa où il dispute la phase de groupes pour la première fois de son histoire. Malgré une victoire à domicile contre le FC Twente (2-0), il termine troisième d'un groupe H composé de ces derniers, du Fenerbahçe SK et du Steaua Bucarest avec cinq points en six matchs.
L'équipe connaît un parcours similaire lors de l'exercice suivant, avec une nouvelle défaite en barrages contre le FC Bâle (0-4) suivi d'une place de dernier en Ligue Europa dans le groupe E composé du Dynamo Kiev, de l'AZ Alkmaar et du BATE Borisov avec un bilan identique à l'année précédente.
Par la suite, le Sheriff retrouve la phase de groupes de la Ligue Europa par deux fois en 2013 et 2017, échouant dans les deux cas à se qualifier pour la phase finale.
Le club réalise sa meilleure performance européenne en date lors de la saison 2021-2022 en devenant le premier club moldave à atteindre la phase de groupes de la Ligue des champions après un large succès face au Dinamo Zagreb lors des barrages de qualification (3-0). Tiré au sein groupe D en compagnie du Real Madrid, de l'Inter Milan et du Chakhtar Donetsk, le club finit troisième du groupe en remportant deux victoires inattendues face au Chakhtar Donetsk (2-0) et surtout face au Real Madrid à Santiago Barnabeu (2-1) lors des deux premières journées. Le club est par la suite reversé en Ligue Europa où il prend part aux barrages de la phase à élimination directe, constituant sa première participation à une phase finale de compétition européenne. Son parcours s'arrête cependant à ce stade avec une élimination face au Sporting Braga aux tirs au but.

## Résultats en compétitions européennes

### Légende du tableau
| Vainqueur de la compétition | Victoire ou qualification | Match nul | Défaite ou élimination |

### Résultats
Note : dans les résultats ci-dessous, le score du club est toujours donné en premier.
| Saison    | Compétition             | Tour                | Club                     | Domicile | Extérieur | Total             |
| --------- | ----------------------- | ------------------- | ------------------------ | -------- | --------- | ----------------- |
| 1999-2000 | Coupe UEFA              | Tour préliminaire   | Sigma Olomouc            | 0 - 0    | 1 - 1     | 1 - 1E            |
| 2000-2001 | Coupe UEFA              | Tour préliminaire   | Olimpija Ljubljana       | 0 - 0    | 0 - 3     | 0 - 3             |
| 2001-2002 | Ligue des champions     | Premier tour Q      | Araks Ararat             | 1 - 0    | 2 - 0     | 3 - 0             |
| 2001-2002 | Ligue des champions     | Deuxième tour Q     | RSC Anderlecht           | 1 - 2    | 0 - 4     | 1 - 6             |
| 2002-2003 | Ligue des champions     | Premier tour Q      | Jenis Astana             | 2 - 1    | 2 - 3     | 4E - 4            |
| 2002-2003 | Ligue des champions     | Deuxième tour Q     | Grazer AK                | 0 - 2    | 1 - 4     | 1 - 6             |
| 2003-2004 | Ligue des champions     | Premier tour Q      | Flora Tallinn            | 1 - 0    | 1 - 1     | 2 - 1             |
| 2003-2004 | Ligue des champions     | Deuxième tour Q     | Chakhtar Donetsk         | 0 - 0    | 0 - 2     | 0 - 2             |
| 2004-2005 | Ligue des champions     | Premier tour Q      | AS Jeunesse d'Esch       | 2 - 0    | 0 - 1     | 2 - 1             |
| 2004-2005 | Ligue des champions     | Deuxième tour Q     | Rosenborg BK             | 0 - 2    | 1 - 2     | 1 - 4             |
| 2005-2006 | Ligue des champions     | Premier tour Q      | Sliema Wanderers         | 2 - 0    | 4 - 1     | 6 - 1             |
| 2005-2006 | Ligue des champions     | Deuxième tour Q     | Partizan Belgrade        | 0 - 1    | 0 - 1     | 0 - 2             |
| 2006-2007 | Ligue des champions     | Premier tour Q      | FC Pyunik                | 2 - 0    | 0 - 0     | 2 - 0             |
| 2006-2007 | Ligue des champions     | Deuxième tour Q     | Spartak Moscou           | 1 - 1    | 0 - 0     | 1 - 1E            |
| 2007-2008 | Ligue des champions     | Premier tour Q      | FC Rànger's              | 2 - 0    | 3 - 0     | 5 - 0             |
| 2007-2008 | Ligue des champions     | Deuxième tour Q     | Beşiktaş JK              | 0 - 1    | 0 - 3     | 0 - 4             |
| 2008-2009 | Ligue des champions     | Premier tour Q      | FK Aktobe                | 4 - 0    | 0 - 1     | 4 - 1             |
| 2008-2009 | Ligue des champions     | Deuxième tour Q     | Sparta Prague            | 0 - 1    | 0 - 2     | 0 - 3             |
| 2009-2010 | Ligue des champions     | Deuxième tour Q     | Inter Turku              | 1 - 0    | 1 - 0     | 2 - 0             |
| 2009-2010 | Ligue des champions     | Troisième tour Q    | Slavia Prague            | 0 - 0    | 1 - 1     | 1E - 1            |
| 2009-2010 | Ligue des champions     | Barrages Q          | Olympiakos               | 0 - 2    | 0 - 1     | 0 - 3             |
| 2009-2010 | Ligue Europa            | Groupe H            | Steaua Bucarest          | 1 - 1    | 0 - 0     | Troisième         |
| 2009-2010 | Ligue Europa            | Groupe H            | Fenerbahçe SK            | 0 - 1    | 0 - 1     | Troisième         |
| 2009-2010 | Ligue Europa            | Groupe H            | FC Twente                | 2 - 0    | 1 - 2     | Troisième         |
| 2010-2011 | Ligue des champions     | Deuxième tour Q     | Dinamo Tirana            | 3 - 1    | 0 - 1     | 3 - 2             |
| 2010-2011 | Ligue des champions     | Troisième tour Q    | Dinamo Zagreb            | 1 - 1    | 1 - 1 ap  | 2 - 2 (6 - 5 tab) |
| 2010-2011 | Ligue des champions     | Barrages Q          | FC Bâle                  | 0 - 3    | 0 - 1     | 0 - 4             |
| 2010-2011 | Ligue Europa            | Groupe E            | AZ Alkmaar               | 1 - 1    | 1 - 2     | Quatrième         |
| 2010-2011 | Ligue Europa            | Groupe E            | Dynamo Kiev              | 2 - 0    | 0 - 0     | Quatrième         |
| 2010-2011 | Ligue Europa            | Groupe E            | BATE Borisov             | 0 - 1    | 1 - 3     | Quatrième         |
| 2011-2012 | Ligue Europa            | Premier tour Q      | Željezničar Sarajevo     | 0 - 0    | 0 - 1     | 0 - 1             |
| 2012-2013 | Ligue des champions     | Deuxième tour Q     | Ulisses FC               | 1 - 0    | 1 - 0     | 2 - 0             |
| 2012-2013 | Ligue des champions     | Troisième tour Q    | Dinamo Zagreb            | 0 - 1    | 0 - 4     | 0 - 5             |
| 2012-2013 | Ligue Europa            | Barrages Q          | Olympique de Marseille   | 1 - 2    | 0 - 0     | 1 - 2             |
| 2013-2014 | Ligue des champions     | Deuxième tour Q     | Sutjeska Nikšić          | 1 - 1    | 5 - 0     | 6 - 1             |
| 2013-2014 | Ligue des champions     | Troisième tour Q    | Dinamo Zagreb            | 0 - 3    | 0 - 1     | 0 - 4             |
| 2013-2014 | Ligue Europa            | Barrages Q          | Vojvodina Novi Sad       | 2 - 1    | 1 - 1     | 3 - 2             |
| 2013-2014 | Ligue Europa            | Groupe K            | Tottenham Hotspur        | 0 - 2    | 1 - 2     | Troisième         |
| 2013-2014 | Ligue Europa            | Groupe K            | Anji Makhatchkala        | 0 - 0    | 1 - 1     | Troisième         |
| 2013-2014 | Ligue Europa            | Groupe K            | Tromsø IL                | 2 - 0    | 1 - 1     | Troisième         |
| 2014-2015 | Ligue des champions     | Deuxième tour Q     | Sutjeska Nikšić          | 2 - 0    | 3 - 0     | 5 - 0             |
| 2014-2015 | Ligue des champions     | Troisième tour Q    | Slovan Bratislava        | 0 - 0    | 1 - 2     | 1 - 2             |
| 2014-2015 | Ligue Europa            | Barrages Q          | HNK Rijeka               | 0 - 3    | 0 - 1     | 0 - 4             |
| 2015-2016 | Ligue Europa            | Premier tour Q      | Odds BK                  | 0 - 3    | 0 - 0     | 0 - 3             |
| 2016-2017 | Ligue des champions     | Deuxième tour Q     | Hapoël Beer-Sheva        | 0 - 0    | 2 - 3     | 2 - 3             |
| 2017-2018 | Ligue des champions     | Deuxième tour Q     | FK Kukës                 | 1 - 0    | 1 - 2     | 2E - 2            |
| 2017-2018 | Ligue des champions     | Troisième tour Q    | Qarabağ FK               | 1 - 2    | 0 - 0     | 1 - 2             |
| 2017-2018 | Ligue Europa            | Barrages Q          | Legia Varsovie           | 0 - 0    | 1 - 1     | 1E - 1            |
| 2017-2018 | Ligue Europa            | Groupe F            | FC Copenhague            | 0 - 0    | 0 - 2     | Troisième         |
| 2017-2018 | Ligue Europa            | Groupe F            | Fastav Zlín              | 1 - 0    | 0 - 0     | Troisième         |
| 2017-2018 | Ligue Europa            | Groupe F            | Lokomotiv Moscou         | 1 - 1    | 2 - 1     | Troisième         |
| 2018-2019 | Ligue des champions     | Premier tour Q      | Torpedo Koutaïssi        | 3 - 0    | 1 - 2     | 4 - 2             |
| 2018-2019 | Ligue des champions     | Deuxième tour Q     | KF Shkëndija             | 0 - 0    | 0 - 1     | 1 - 2             |
| 2018-2019 | Ligue Europa            | Troisième tour Q    | Valur Reykjavik          | 1 - 0    | 1 - 2     | 2E - 2            |
| 2018-2019 | Ligue Europa            | Barrages Q          | Qarabağ FK               | 1 - 0    | 0 - 3     | 1 - 3             |
| 2019-2020 | Ligue des champions     | Premier tour Q      | Saburtalo Tbilissi       | 0 - 3    | 3 - 1     | 3 - 4             |
| 2019-2020 | Ligue Europa            | Deuxième tour Q     | Partizani Tirana         | 1 - 1    | 1 - 0     | 1 - 2             |
| 2019-2020 | Ligue Europa            | Troisième tour Q    | AIK Solna                | 1 - 2    | 1 - 1     | 1 - 2             |
| 2020-2021 | Ligue des champions     | Premier tour Q      | CS Fola Esch             | 2 - 0    | N/A       | 2 - 0             |
| 2020-2021 | Ligue des champions     | Deuxième tour Q     | Qarabağ FK               | N/A      | 1 - 2     | 1 - 2             |
| 2020-2021 | Ligue Europa            | Troisième tour Q    | Dundalk FC               | 1 - 1 ap | N/A       | 1 - 1 (3 - 5 tab) |
| 2021-2022 | Ligue des champions     | Premier tour Q      | Teuta Durrës             | 1 - 0    | 4 - 0     | 5 - 0             |
| 2021-2022 | Ligue des champions     | Deuxième tour Q     | Alashkert FC             | 3 - 1    | 1 - 0     | 4 - 1             |
| 2021-2022 | Ligue des champions     | Troisième tour Q    | Étoile rouge de Belgrade | 1 - 0    | 1 - 1     | 2 - 1             |
| 2021-2022 | Ligue des champions     | Barrages Q          | Dinamo Zagreb            | 3 - 0    | 0 - 0     | 3 - 0             |
| 2021-2022 | Ligue des champions     | Groupe D            | Inter Milan              | 1 - 3    | 1 - 3     | Troisième         |
| 2021-2022 | Ligue des champions     | Groupe D            | Real Madrid              | 0 - 3    | 2 - 1     | Troisième         |
| 2021-2022 | Ligue des champions     | Groupe D            | Chakhtar Donetsk         | 2 - 0    | 1 - 1     | Troisième         |
| 2021-2022 | Ligue Europa            | Barrages            | Sporting Braga           | 2 - 0    | 0 - 2 ap  | 2 - 2 (2 - 3 tab) |
| 2022-2023 | Ligue des champions     | Premier tour Q      | Zrinjski Mostar          | 1 - 0    | 0 - 0     | 1 - 0             |
| 2022-2023 | Ligue des champions     | Deuxième tour Q     | NK Maribor               | 1 - 0    | 0 - 0     | 1 - 0             |
| 2022-2023 | Ligue des champions     | Troisième tour Q    | Viktoria Plzeň           | 1 - 2    | 1 - 2     | 2 - 4             |
| 2022-2023 | Ligue Europa            | Barrages Q          | FC Pyunik                | 0 - 0 ap | 0 - 0     | 0 - 0 (3 - 2 tab) |
| 2022-2023 | Ligue Europa            | Groupe E            | Manchester United        | 0 - 2    | 0 - 3     | Troisième         |
| 2022-2023 | Ligue Europa            | Groupe E            | Real Sociedad            | 0 - 2    | 0 - 3     | Troisième         |
| 2022-2023 | Ligue Europa            | Groupe E            | Omónia Nicosie           | 1 - 0    | 3 - 0     | Troisième         |
| 2022-2023 | Ligue Europa Conférence | Barrages            | Partizan Belgrade        | 0 - 1    | 3 - 1     | 3 - 2             |
| 2022-2023 | Ligue Europa Conférence | Huitièmes de finale | OGC Nice                 | 0 - 1    | 1 - 3     | 1 - 4             |
| 2023-2024 | Ligue des champions     | Premier tour Q      | Farul Constanța          | 3 - 0 ap | 0 - 1     | 3 - 1             |
| 2023-2024 | Ligue des champions     | Deuxième tour Q     | Maccabi Haïfa            | 1 - 0    | 1 - 4 ap  | 2 - 4             |
| 2023-2024 | Ligue Europa            | Troisième tour Q    | BATE Borisov             | 5 - 1    | 2 - 2     | 7 - 3             |
| 2023-2024 | Ligue Europa            | Barrages Q          | KÍ Klaksvík              | 2 - 1    | 1 - 1     | 3 - 2             |
| 2023-2024 | Ligue Europa            | Groupe G            | AS Rome                  | 1 - 2    | 0 - 3     | Quatrième         |
| 2023-2024 | Ligue Europa            | Groupe G            | Slavia Prague            | 2 - 3    | 0 - 6     | Quatrième         |
| 2023-2024 | Ligue Europa            | Groupe G            | Servette FC              | 1 - 1    | 1 - 2     | Quatrième         |
| 2024-2025 | Ligue Europa            | Premier tour Q      | Zirə FK                  | 0 - 1    | 2 - 1 ap  | 2 - 2 (5 - 4 tab) |
| 2024-2025 | Ligue Europa            | Deuxième tour Q     | IF Elfsborg              | 0 - 1    | 0 - 2     | 0 - 3             |
| 2024-2025 | Ligue Conférence        | Troisième tour Q    | Olimpija Ljubljana       | 0 - 1    | 0 - 3     | 0 - 4             |
| 2025-2026 | Ligue Europa            | Premier tour Q      | FC Pristina              | 4 - 0    | 1 - 2     | 5 - 2             |
| 2025-2026 | Ligue Europa            | Deuxième tour Q     | FC Utrecht               | 1 - 3    | 1 - 4     | 2 - 7             |
| 2025-2026 | Ligue Conférence        | Troisième tour Q    | RSC Anderlecht           | 1 - 1    | 0 - 3     | 1 - 4             |

## Bilan
| Compétition              | P  | M   | V  | N  | D  | BP  | BC  | Diff. |
| ------------------------ | -- | --- | -- | -- | -- | --- | --- | ----- |
| Ligue des champions (C1) | 21 | 94  | 35 | 19 | 40 | 99  | 98  | +1    |
| Ligue Europa (C3)        | 18 | 74  | 15 | 27 | 32 | 61  | 89  | -28   |
| Ligue Conférence (C4)    | 3  | 8   | 1  | 1  | 6  | 5   | 14  | -9    |
| Total                    | 42 | 179 | 52 | 45 | 80 | 166 | 209 | -43   |